# غوانغيبوغ
غوانغيبوغ (بالإنجليزية: Goin'gyibug)‏ هي منطقة سكنية تقع في الصين في أزمة التبت والصين. يقدر عدد سكانها بـ
- نسمة .